# Campeonato Mundial de Esgrima de 2010
O Campeonato Mundial de Esgrima de 2010 foi a 72ª edição do torneio organizado pela Federação Internacional de Esgrima (FIE). O evento foi disputado entre os dias 4 a 13 de novembro no Grand Palais, em Paris, França. 

## Resultados
Masculino
| Evento                       | Ouro                                                                              | Prata                                                                             | Bronze                                                                             |
| Espada individual detalhes   | Estónia · Nikolai Novosjolov                                                      | França · Gauthier Grumier                                                         | Hungria · Gábor Boczkó                                                             |
| Espada individual detalhes   | Estónia · Nikolai Novosjolov                                                      | França · Gauthier Grumier                                                         | França · Jean-Michel Lucenay                                                       |
| Espada por equipes detalhes  | França · Gauthier Grumier · Jérôme Jeannet · Jean-Michel Lucenay · Ulrich Robeiri | Estados Unidos · Benjamin Bratton · Weston Kelsey · Cody Mattern · Benjamin Ungar | Hungria · Gábor Boczkó · Géza Imre · András Rédli · Péter Somfai                   |
| Florete individual detalhes  | Alemanha · Peter Joppich                                                          | China · Lei Sheng                                                                 | Estados Unidos · Gerek Meinhardt                                                   |
| Florete individual detalhes  | Alemanha · Peter Joppich                                                          | China · Lei Sheng                                                                 | Japão · Yuki Ota                                                                   |
| Frorete por equipes detalhes | China · Huang Liangcai · Lei Sheng · Zhang Liangliang · Zhu Jun                   | Itália · Valerio Aspromonte · Andrea Baldini · Stefano Barrera · Andrea Cassarà   | Japão · Suguru Awaji · Kenta Chida · Ryo Miyake · Yuki Ota                         |
| Sabre individual detalhes    | Coreia do Sul Won Woo-young                                                       | Alemanha · Nicolas Limbach                                                        | Roménia · Cosmin Hănceanu                                                          |
| Sabre individual detalhes    | Coreia do Sul Won Woo-young                                                       | Alemanha · Nicolas Limbach                                                        | Rússia · Veniamin Reshetnikov                                                      |
| Sabre por equipes detalhes   | Rússia · Nikolay Kovalev · Veniamin Reshetnikov · Aleksey Yakimenko · Artem Zanin | Itália · Aldo Montano · Diego Occhiuzzi · Luigi Samele · Luigi Tarantino          | Roménia · Tiberiu Dolniceanu · Rareș Dumitrescu · Cosmin Hănceanu · Florin Zalomir |

Feminino
| Evento                       | Ouro                                                                                    | Prata                                                                               | Bronze                                                                  |
| Espada individual detalhes   | França · Maureen Nisima                                                                 | Hungria · Emese Szász                                                               | Rússia · Tatiana Logunova                                               |
| Espada individual detalhes   | França · Maureen Nisima                                                                 | Hungria · Emese Szász                                                               | Itália · Nathalie Moellhausen                                           |
| Espada por equipes detalhes  | Roménia · Simona Alexandru · Ana Maria Brânză · Loredana Iordăchioiu · Anca Măroiu      | Alemanha · Imke Duplitzer · Britta Heidemann · Ricarda Multerer · Monika Sozanska   | Coreia do Sul Jung Hyo-jung Oh Yun-hee Park Se-ra Shin A-lam            |
| Florete individual detalhes  | Itália · Elisa Di Francisca                                                             | Itália · Arianna Errigo                                                             | Coreia do Sul Nam Hyun-hee                                              |
| Florete individual detalhes  | Itália · Elisa Di Francisca                                                             | Itália · Arianna Errigo                                                             | Itália · Valentina Vezzali                                              |
| Florete por equipes detalhes | Itália · Elisa Di Francisca · Arianna Errigo · Ilaria Salvatori · Valentina Vezzali     | Polónia · Karolina Chlewińska · Sylwia Gruchała · Katarzyna Kryczalo · Anna Rybicka | Coreia do Sul Jeon Hee-sook Nam Hyun-see Oh Ha-na Seo Mi-jung           |
| Sabre individual detalhes    | Estados Unidos · Mariel Zagunis                                                         | Ucrânia · Olha Kharlan                                                              | Ucrânia · Olena Khomrova                                                |
| Sabre individual detalhes    | Estados Unidos · Mariel Zagunis                                                         | Ucrânia · Olha Kharlan                                                              | Rússia · Sofiya Velikaya                                                |
| Sabre por equipes detalhes   | Rússia · Dina Galiakbarova · Yuliya Gavrilova · Svetlana Kormilitsyna · Sofiya Velikaya | Ucrânia · Olha Kharlan · Olena Khomrova · Halyna Pundyk · Olga Zhovnir              | França · Cécilia Berder · Solenne Mary · Léonore Perrus · Carole Vergne |

## Quadro de medalhas
País sede
| Ordem | País               | Medalha de ouro | Medalha de prata | Medalha de bronze |    |
| ----- | ------------------ | --------------- | ---------------- | ----------------- | -- |
| 1     | ITA Itália         | 2               | 3                | 2                 | 7  |
| 2     | FRA França         | 2               | 1                | 2                 | 5  |
| 3     | RUS Rússia         | 2               |                  | 3                 | 5  |
| 4     | GER Alemanha       | 1               | 2                |                   | 3  |
| 5     | USA Estados Unidos | 1               | 1                | 1                 | 3  |
| 6     | CHN China          | 1               | 1                |                   | 2  |
| 7     | KOR Coreia do Sul  | 1               |                  | 3                 | 4  |
| 8     | ROU Romênia        | 1               |                  | 2                 | 3  |
| 9     | EST Estônia        | 1               |                  |                   | 1  |
| 10    | UKR Ucrânia        |                 | 2                | 1                 | 3  |
| 11    | HUN Hungria        |                 | 1                | 2                 | 3  |
| 12    | POL Polônia        |                 | 1                |                   | 1  |
| 13    | JPN Japão          |                 |                  | 2                 | 2  |
| TOTAL | TOTAL              | 12              | 12               | 18                | 42 |

## Participantes
Um recorde de 110 países competiu, com muitos fazendo suas estreias, incluindo Curaçao e Sri Lanka, entre outros.
| - África do Sul (14) - Argélia (1) - Alemanha (25) - Argentina (13) - Armênia (3) - Aruba (1) - Austrália (17) - Áustria (10) - Azerbaijão (2) - Bangladesh (1) - Bélgica (5) - Bielorrússia (11) - Bolívia (1) - Brasil (22) - Brunei (1) - Bulgária (6) - Burquina Fasso (1) - Camarões (2) - Canadá (23) - Chile (8) - China (31) - Taipé Chinesa (5) - Colômbia (10) - Coreia do Sul (25) - Costa Rica (2) - Costa do Marfim (4) - Croácia (5) - Cuba (1) | - Curaçau (1) - Chipre (1) - Dinamarca (2) - Egito (8) - Equador (1) - Espanha (16) - Estónia (8) - Estados Unidos (32) - Finlândia (8) - França (39) - Geórgia (1) - Grécia (17) - Guatemala (1) - Guiné (1) - Honduras (1) - Hong Kong (23) - Hungria (34) - Ilhas Virgens Americanas (1) - Índia (9) - Indonésia (1) - Iraque (13) - Irão (8) - Irlanda (2) - Islândia (3) - Israel (18) - Itália (32) - Japão (25) - Jordânia (1) | - Cazaquistão (31) - Quirguistão (5) - Letônia (7) - Líbano (6) - Líbia (1) - Lituânia (6) - Luxemburgo (2) - Macedônia do Norte (1) - Malásia (1) - Mali (4) - Marrocos (3) - México (7) - Moldávia (3) - Mónaco (2) - Mongólia (1) - Namíbia (1) - Nicarágua (1) - Níger (2) - Nigéria (1) - Noruega (7) - Nova Zelândia (1) - Uzbequistão (3) - Panamá (3) - Paraguai (1) - Países Baixos (9) - Peru (2) - Polónia (42) - Portugal (8) | - Catar (7) - República da China (1) - República Dominicana (9) - Chéquia (14) - Roménia (22) - Reino Unido (27) - Rússia (41) - El Salvador (3) - Senegal (5) - Sérvia (6) - Serra Leoa (7) - Singapura (7) - Eslováquia (2) - Eslovênia (2) - Sri Lanka (1) - Suécia (6) - Suíça (8) - Tajiquistão (1) - Tailândia (15) - Togo (1) - Tunísia (10) - Turquia (13) - Ucrânia (33) - Uruguai (2) - Venezuela (24) - Vietname (1) |